# José Bañón
José Bañón Gonzálbez, conocido como Pepe Bañón o simplemente Bañón (Alicante, España, 19 de abril de 1922 - id. 21 de abril de 1987) fue un futbolista y entrenador español. Desarrolló la mayor parte de su carrera profesional en el Real Madrid, además de ser internacional con España.
Era hermano de Francisco Bañón Gonzálbez, que fue árbitro de la Primera División de España, siendo el primer alicantino en conseguir dicho logro.

## Trayectoria
Nacido en Alicante en 1922, con 19 años debutó con el Gimnástico Carolinas de su localidad natal. Un año después pasó al Benalúa y luego al Estrella, hasta que en 1943 fichó por el Hércules de Alicante. Pero su gran salto llegó en 1943, al firmar por el Real Madrid, donde cubriría la marcha del legendario Ricardo Zamora.
Durante su estancia en club madridista logró dos campeonatos de Copa y fue en dos ocasiones subcampeón de liga. Además, la temporada 1945-46 fue el guardameta menos goleado de la Primera División, lo que le fue reconocido, posteriormente, por el Diario Marca con el Trofeo Zamora.
Su carrera se vio truncada en 1949, cuando se lesionó en un pulmón. A pesar de tener sólo 27 años, se vio obligado a retirarse esa temporada.
Tras colgar los guantes, entrenó al Alicante CF, en las temporadas 1951/52 y 1952/53, la primera de ellas en Segunda División. En la temporada 1952/53 regresó como jugador con el Alicante en Tercera división, Bañón actuó como guardameta alicantinista, además de ser el entrenador del equipo.
En 1954 abrió un comercio cárnico en el mercado de Alicante, y alternó este trabajo con la dirección de algunos equipos de Tercera División, como el Orihuela Deportiva y el Elche CF. Tras ser cesado por el club ilicitano en 1956, se desvinculó del fútbol para centrarse en su negocio.
Falleció en 1987, tras cumplir los 65 años.

## Selección nacional
Fue convocado hasta en 11 ocasiones por la selección de España, aunque siempre como suplente de Ignacio Eizaguirre.  Sólo disputó un encuentro internacional, un amistoso ante Portugal jugado el 26 de enero de 1947, en el que tuvo que retirarse lesionado en el minuto 35.

## Palmarés

### Campeonatos nacionales
| Título                | Club        | País   | Año  |
| --------------------- | ----------- | ------ | ---- |
| Copa del Generalísimo | Real Madrid | España | 1946 |
| Copa del Generalísimo | Real Madrid | España | 1947 |

### Distinciones individuales
| Distinción    | Año  |
| ------------- | ---- |
| Trofeo Zamora | 1946 |